# Озеречно
Озеречно — деревня в Торопецком районе Тверской области. Входит в состав Плоскошского сельского поселения. Ранее входила в состав Волокского сельского поселения. 

## География
Расположена примерно в 12 километрах к северо-западу от села Волок на ручье Устречка.

## Население
Население по переписи 2002 года — 3 человека.